# Abram Stockman
Abram Stockman, né le 31 juillet 1996,, est un coureur cycliste belge.

## Biographie
Abram Stockman est originaire de Waregem, une localité située en Région flamande. Il commence le cyclisme à l'âge de seize ans (débutants 2e année) en compagnie de son frère jumeau Michiel, après avoir pratiqué l'athlétisme durant dix ans
En 2017, il rejoint l'équipe continentale Tarteletto-Isorex avec son frère. Malgré un début de saison perturbé par une toxoplasmose, il obtient de bons résultats en terminant sixième du championnat de Belgique espoirs ou neuvième du Grand Prix de la ville de Saint-Nicolas. L'année suivante, il se distingue en remportant une étape puis le classement général du Tour de Namur. Il termine de nouveau sixième du championnat de Belgique espoirs et prend la dixième place du Tour d'Iran - Azerbaïdjan.
Lors de la saison 2019, il se classe quatrième du Tour du Maroc, tout en ayant remporté la deuxième étape. Il intègre ensuite la formation allemande Saris Rouvy Sauerland en 2020. 

## Palmarès et résultats

### Palmarès par année
- 2018
  - Tour de Namur :
    - Classement général
    - 4e étape
- 2019
  - 2e étape du Tour du Maroc
- 2023
  - 2e de la Mosselkoers

### Classements mondiaux
| Année                                 | 2017  | 2018  | 2019  | 2020 | 2021  | 2022  | 2023 | 2024  |
| ------------------------------------- | ----- | ----- | ----- | ---- | ----- | ----- | ---- | ----- |
| Classement mondial                    | 1832e | 1427e | 1380e | nc   | 1969e | 2141e | 892e | 1289e |
| UCI Europe Tour                       | 1305e | 1267e | 945e  | nc   | 1332e | 1346e | nc   | nc    |
| UCI Asia Tour                         | 472e  | 331e  |       |      |       |       |      |       |
|                                       |       |       |       |      |       |       |      |       |
| Légende : nc = non classéSource : UCI |       |       |       |      |       |       |      |       |